# SN 2007gy
SN 2007gy – supernowa typu IIn odkryta 19 sierpnia 2007 roku w galaktyce A235113+1125. W momencie odkrycia miała maksymalną jasność 18,50m.